# Лонг (округ)
Лонг (англ. Long County) — округ штата Джорджия, США. Население округа на 2000 год составляло 10 304 человек. Административный центр округа — город Лудовиси.

## История
Округ Лонг основан в 1920 году.

## География
Округ занимает площадь 1038.6 км2. Лонг расположен на атлантической прибрежной равнине и является частью столичного района Хайнсвилл, который включает в себя Лонг, включая военную базу Форт-Стюарт, а также соседний округ округ Либерти.

## Демография
Согласно Бюро переписи населения США, в округе Лонг в 2000 году проживало 10 304 человек. Плотность населения составляла 9.9 человек на квадратный километр.